# Reginald K. Pierson
Reginald Kirshaw Pierson, detto Rex (Little Fransham, 9 febbraio 1891 – Cranleigh, 10 gennaio 1948), è stato un ingegnere britannico, che tra il 1917 e il 1948 fu capo disegnatore, e successivamente capo progettista, presso la Aircraft Division della Vickers Limited,  e capo progettista presso la Vickers Armstrong Aircraft Ltd, di cui per un breve periodo fu anche Vicepresidente..

## Biografia
Nacque il 9 febbraio 1891 a Little Fransham, Norfolk, figlio del reverendo rettore Kirshaw T. Pierson e di sua moglie Helen Mary, e fu educato presso la Felsted School nell'Essex.
Nonostante le resistenze del padre, che avrebbe preferito per lui un lavoro presso la Banca d'Inghilterra, nel 1908 iniziò a lavorare come apprendista presso le officine Vickers Limited di Erith, nel Kent. Non appena la società inaugurò la propria filiale per la costruzione di velivoli nel 1911, egli vi entrò imparando subito a volare. Si brevettò pilota d'aeroplano il 14 ottobre 1913 a Brooklands. Nel 1914 divenne capo tecnico presso la Aircraft Division, e nel corso del 1917 assunse l'incarico di capo disegnatore, basando i suoi uffici in Basil Street a Knightsbridge, Londra.
In quello stesso anno concepì il suo primo velivolo, il bimotore da bombardamento pesante Vickers Vimy che entrò in servizio nella Royal Air Force nel corso del 1919. Un Vimy, pilotato da John Alcock e Arthur Whitten Brown fu protagonista del primo attraversamento senza scalo dell'Oceano Atlantico avvenuto tra il 14 e 15 giugno 1919. Immediatamente dopo la fine della guerra l'ufficio tecnico di Knightsbridge fu chiuso, ed egli si trasferì presso le officine Vickers Aircraft di Brooklands.
Durante il periodo tra le due guerre mondiali disegnò molti velivoli, tra i quali il Vickers Vespa che conquistò il record mondiale di altitudine nel 1932 pilotato da Cyril Uwins, e il bombardiere leggero Vickers Wellesley conquistatore del record mondiale di volo su lunga distanza nel 1938. Fu capo disegnatore del bombardiere medio bimotore Vickers Wellington, costruito in 11.500 esemplari tra il 1936 e il 1945, che formò la spina dorsale dei reparti da bombardamento del Bomber Command della Royal Air Force durante i primi anni della seconda guerra mondiale. Durante quel conflitto realizzò anche il Vickers Warwick, adottato dal Coastal Command e il prototipo del bombardiere stratosferico Vickers Windsor Dopo la fine della guerra divenne Vicepresidente della società, e partecipò ancora alla realizzazione dei velivoli da trasporto civile e militare Vickers VC.1 Viking, Valletta e Viscount, venendo promosso capo ingegnere nel 1946. Il suo successore come capo progettista presso la Vickers fu l'ingegnere e dirigente industriale Sir George Edwards.
Dopo una lunga malattia si spense presso la sua casa a Cranleigh, Surrey, il 10 gennaio 1948.
Il suo nome e le sue realizzazioni sono commemorate ogni anno presso il RK Pierson Lecture' tenuto dalla Royal Aeronautical Society (Weybridge Branch) presso il Brooklands Museum, di solito nel mese di novembre. Il museo espone anche una raccolta unica di velivoli progettati dal team di ingegneri Vickers guidati da Pierson e Edwards negli anni 1917-1960.

## Progetti
- Vickers Gunbus
- Vickers Vimy, bombardiere
- Vickers Viking, velivolo anfibio
- Vickers Vulcan
- Vickers Viget
- Vickers Victoria
- Vickers Virginia
- Vickers Type 264 Valentia
- Vickers Viastra
- Vickers Vespa
- Vickers Vellore
- Vickers Vagabond
- Vickers Vanox
- Vickers 163, progetto di un bombardiere quadrimotore
- Vickers Venom
- Vickers Wellesley
- Vickers Wellington
- Vickers Warwick
- Vickers Windsor
- Vickers VC.1 Viking
- Vickers-Saunders Valentia
- Napier-Campbell Blue Bird (1928)

### Annotazioni
1. ↑  Brevetto n.660 rilasciato dal Royal Aero Club Aviators.
2. ↑  Su consiglio del Capt. Peter Ackland.

### Fonti
1. 1 2 3 4 5 6 7 8  The Times, 12 january 1948, p. 7.
2. 1 2 3 4 5 6 7 8  Fedden 1952, p. 650.
3. ↑  Andrews 1988, p. 2.
4. ↑  Andrews 1988, p. 4.
5. ↑  Andrews 1988, p. 6.
6. 1 2 3  Fedden 1952, p. 651.